# エッグ島 (アラスカ州)
エッグ島（エッグとう、アレウト語: Ugalĝa）はアメリカ合衆国アラスカ州アリューシャン列島フォックス諸島を構成する一つの島である。

## 地理
ウナラスカ島の東、セダンカ島の北東に位置する無人島。Aleutians West Census Areaで最も東にある島である。面積は1.259km2、長さ19.3km、幅12km。

## 歴史
現在の名称はロシア帝国海軍のLt. Sarichevが命名したロシア語を英語に翻訳した名である。彼はロシア語で卵の島を意味する"Ostrov Yaichnoy"と名付けた。彼はまたこの島を"Ostrov Ugalgan"や"Ugalgan Island"とも呼んだ。